# Bracia Lu
Bracia Lu (ros. Братья Лю) – radziecki film animowany z 1953 roku w reżyserii Dmitrija Babiczenko oparty na motywach chińskiej bajki ludowej. Scenariusz napisał Nikołaj Erdman.

## Fabuła
W pewnej chińskiej wiosce przychodzą na świat trzej bracia. Są to bracia Lu. Chłopcy z wyglądu są bardzo do siebie podobni, jednakże każdy z nich posiada inną nadprzyrodzoną umiejętność: jeden potrafi wypić całe morze i potem oddać je z powrotem, drugi umie rozmawiać ze zwierzętami, a trzeci panować nad ogniem. Bracia chętnie pomagają innym w potrzebie, wykorzystując swoje zdolności. Pewnego dnia ten, który zna mowę zwierząt, ratuje małego koziołka przed strzałą złego mandaryna. Rozwścieczony władca wtrąca chłopaka do lochu i postanawia zgładzić. Pozostali dwaj bracia śpieszą mu na ratunek.

## Animatorzy
Rienata Mirienkowa, Grigorij Kozłow, Boris Czani, Roman Kaczanow, Dmitrij Biełow, Wiktor Lichaczew, Mstisław Kupracz, Michaił Botow, Lidija Riezcowa, Wiaczesław Kotionoczkin.

## Obsada (głosy)[6]
- Erast Garin
- Gieorgij Millar
- Walentina Spierantowa

## Wersja polska
W Polsce film został w wydany w serii: Bajki rosyjskie (odc. 30) oraz w serii Bajki chińskie razem z filmem Żółty bocian na kasetach VHS od 1 stycznia 2002 roku.
W wersji polskiej udział wzięli:
- Monika Wierzbicka
- Cynthia Kaszyńska
- Jacek Bończyk
- Adam Biedrzycki
- Cezary Kwieciński
- Ryszard Olesiński
- Włodzimierz Press jako starzec

i inni
Realizacja:
- Reżyseria: Stanisław Pieniak
- Dialogi: Stanisława Dziedziczak
- Opracowanie muzyczne: Janusz Tylman
- Dźwięk: Robert Mościcki, Jan Jakub Milęcki, Jerzy Rogowiec
- Montaż: Elżbieta Joël
- Kierownictwo produkcji: Ala Siejko
- Opracowanie: Telewizyjne Studia Dźwięku – Warszawa
- Lektor: Krzysztof Strużycki